# サビイロネコ
サビイロネコ（Rusty-spotted Cat）はインド南部とスリランカに棲息する極小型の猫である。2023年現在、日本の動物園にはいない。体長は35-48cm、肩高20-25cm、尾の長さは15-25cmであり、体重は約1.5kg。メスの成獣の体重は1kgかそれ以下しかなく、クロアシネコと並んで（もしくはそれ以上に）世界最小の猫である。毛皮の色は灰色で、背中と脇腹の全面に赤さび色の斑点がある。一方下腹と四肢の内側は白く、大きな黒い斑点がある。スリランカの個体は斑点がほとんどない。厚く、体長の約半分の長さがある尾は、体よりも色が濃く、斑点は少ない。近縁種のベンガルヤマネコと比べても非常に小さいのが特徴である。虹彩は灰色みの茶色あるいは琥珀のような色で、耳は丸っこい。

## 生息域と生態
インドのサビイロネコは主に熱帯広葉樹林や乾燥した草原に棲息するが、スリランカでは熱帯雨林の方が生息地として好まれている。この違いの理由は、熱帯雨林を生息域としスリランカにはいないベンガルヤマネコとの競争の結果であると考えられる。
サビイロネコは樹上生活を送る夜行性の猫で、ネズミ、鳥、トカゲなどを主な餌とする。性格は友好的で陽気であり、また子どもは人に馴れやすいため、ペットとして人気がある。地元の人の食糧として狩りの対象となっている地域もある。
野生での繁殖習性はよく分かっていない。飼育下では妊娠期間65-70日、１度の出産で2-3匹の仔を生む。また飼育下で約12年生きる。

## 亜種
- P. r. kolandivinus　スリランカ南部ティサマハラマの乾燥地
- P. r. phillipsi　スリランカの森
- P. r. rubiginosa　インド南部の森や川沿いの土地

## 保護
サビイロネコは絶滅の危険性が非常に高いとされ、国際自然保護連合のレッドリストにも登録されている。